# Ucraina Mare

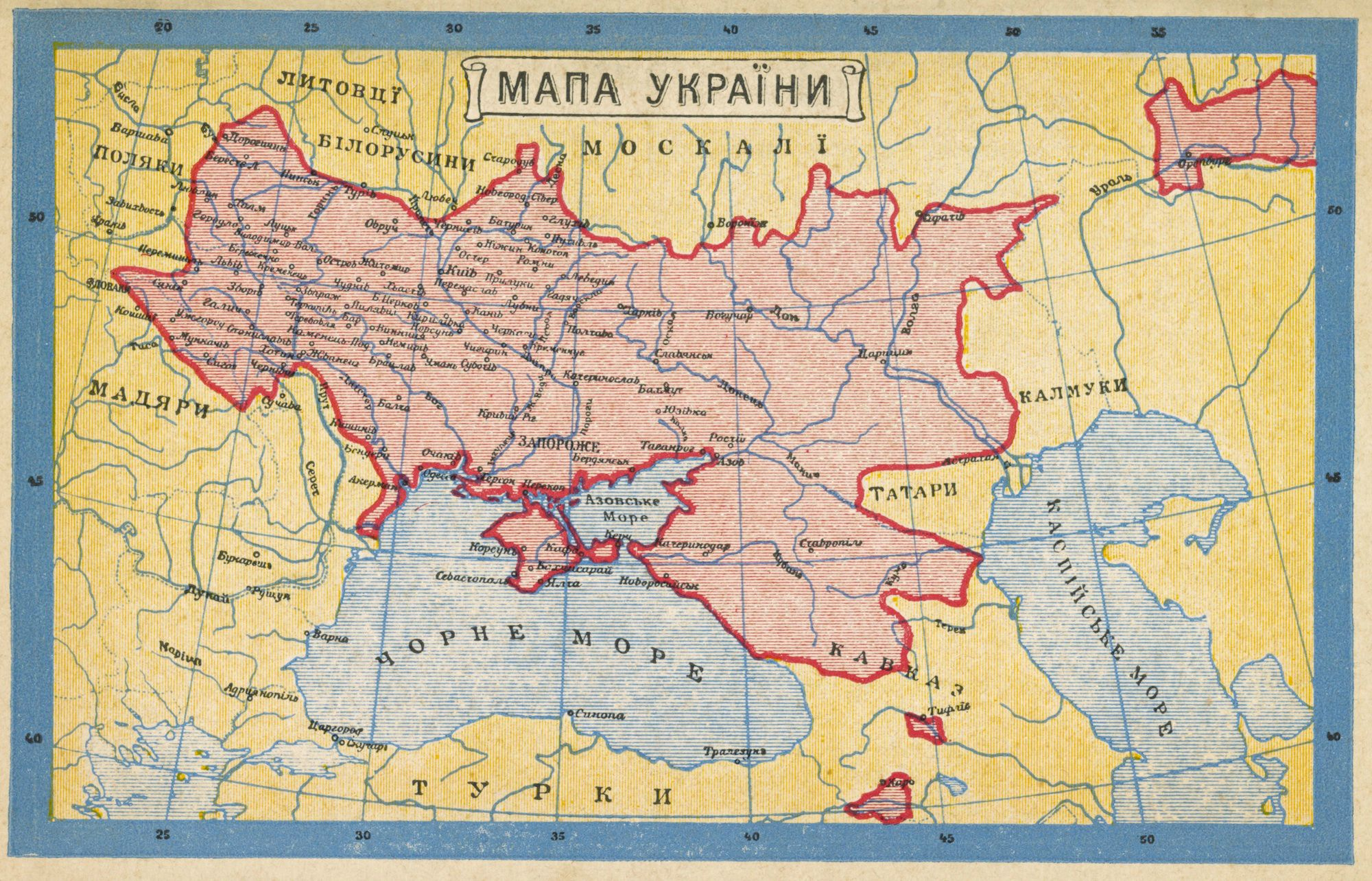

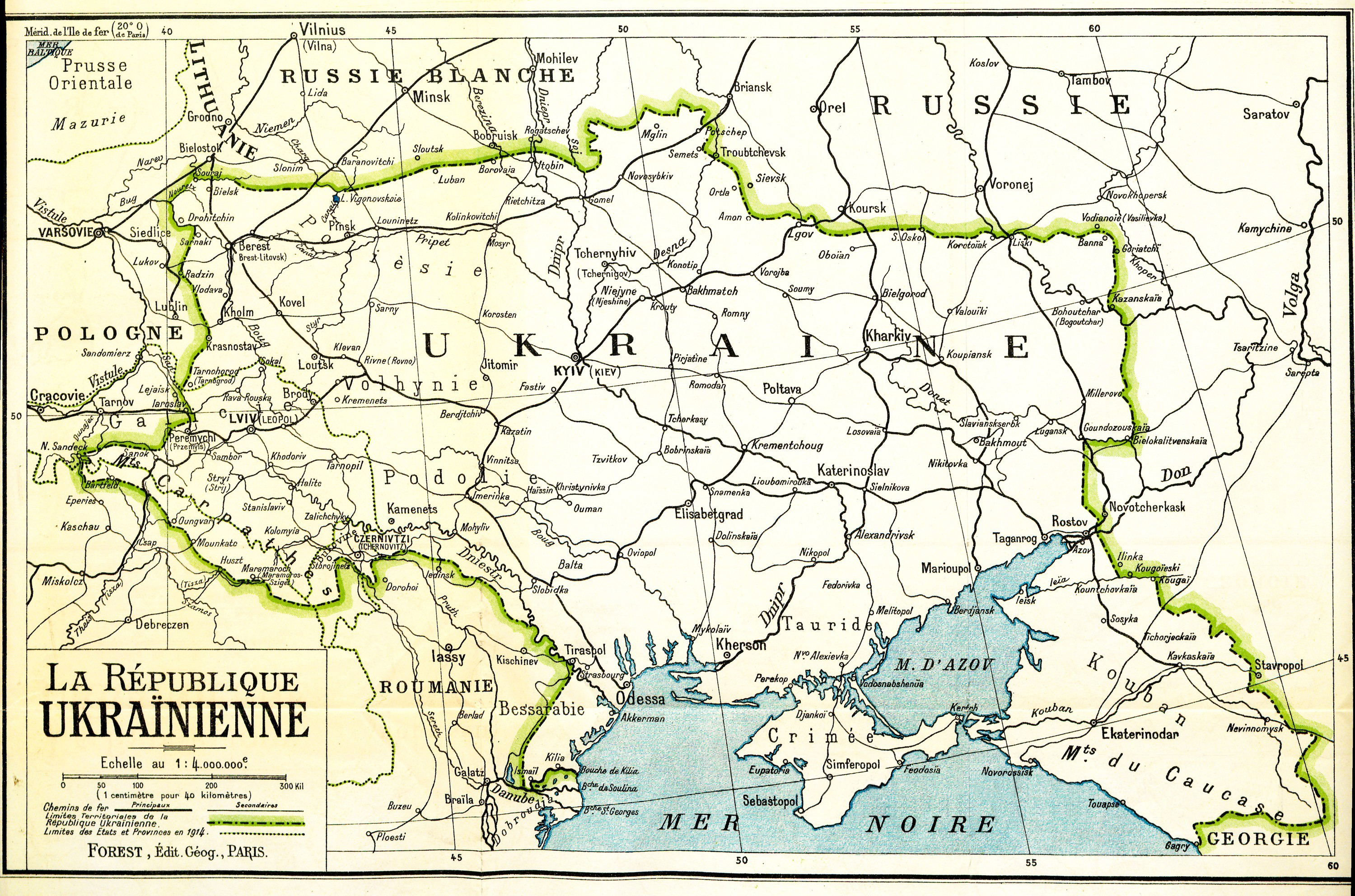
Harta Ucrainei, prezentată de delegația ucraineană la Conferința de Pace de la Paris, 1919.

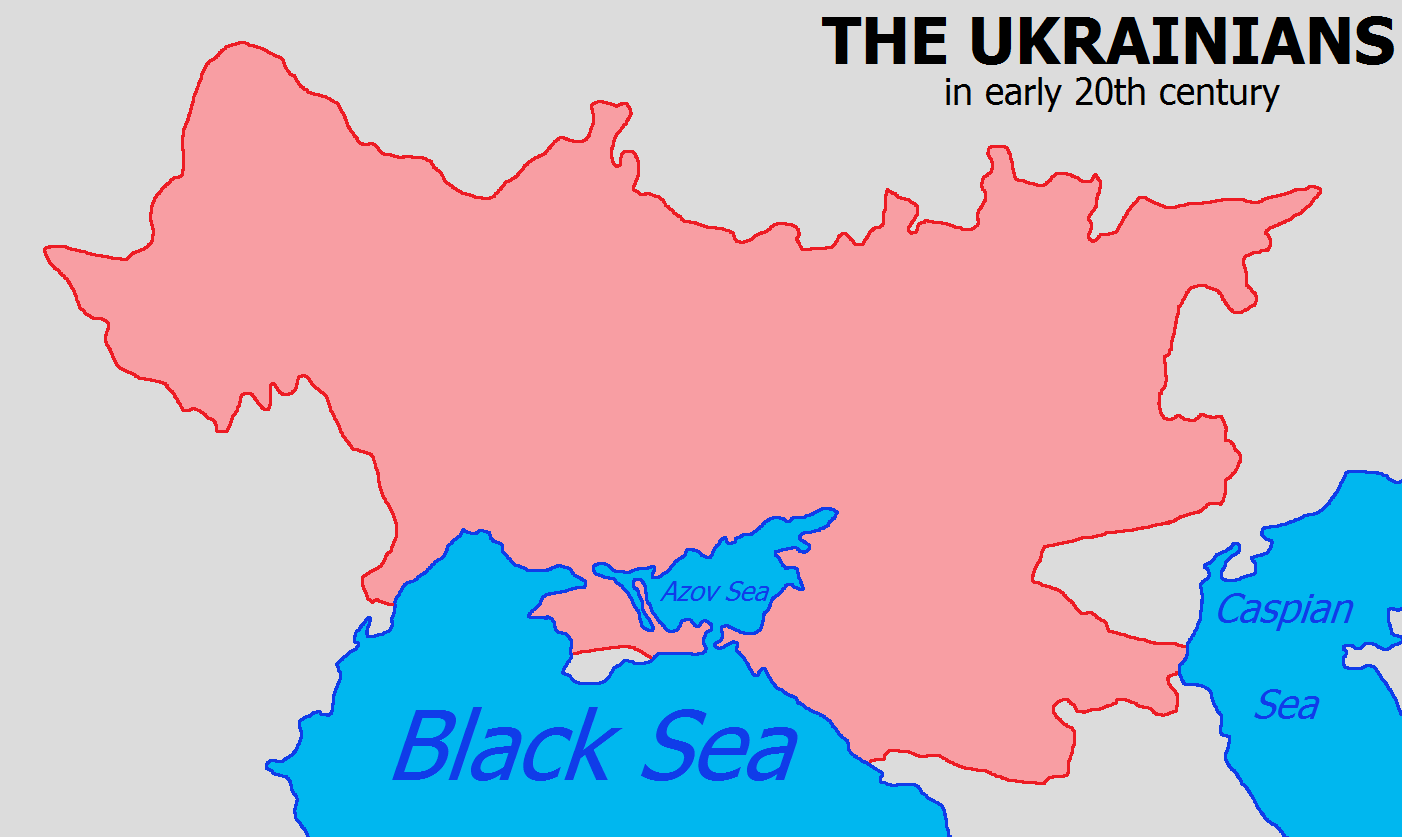
Harta așezărilor ucrainene în Estul Europei, bazată pe o carte poștală emisă în 1919.

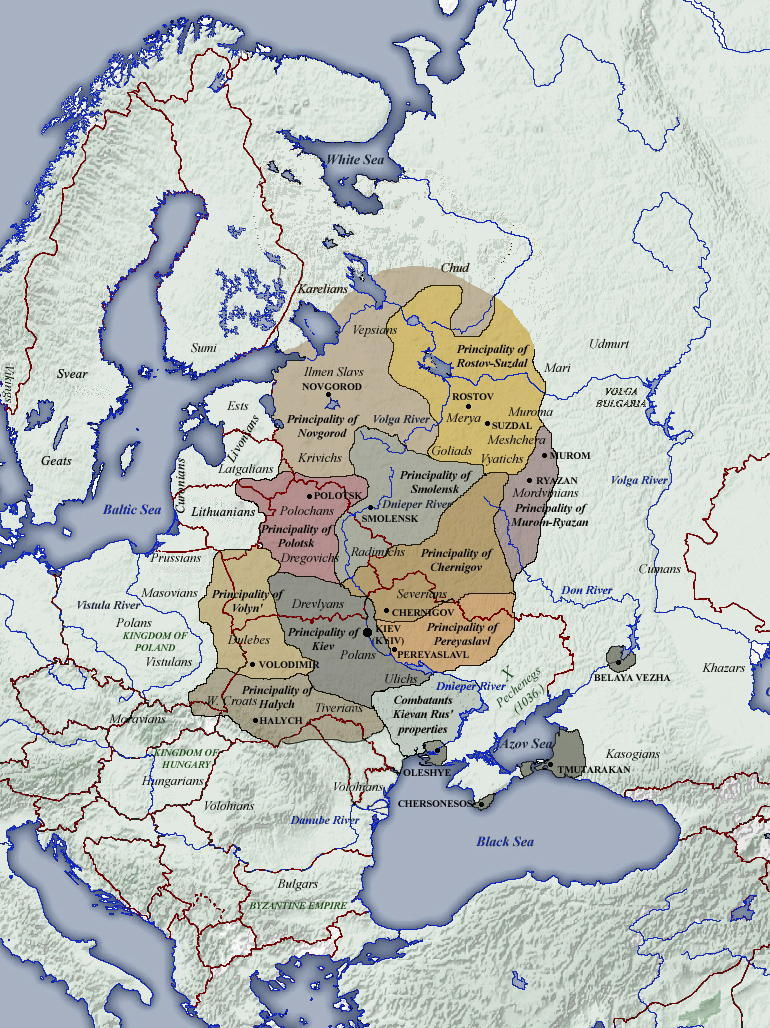
Principatele din rusia Kieveană, (1054-1132)

Ucraina Mare (ucraineană Велика Україна; Velyka Ukrayina) sau Ucraina Unită (ucraineană Соборна Україна; Soborna Ukrayina) se referă la un concept irendentist al teritoriilor revendicate de către grupuri naționaliste ucrainene, care sunt considerate parte din patria națională a Ucrainei, bazată pe prezența actuală sau istorică ucraineană în acele zone.

## Zonele revendicate
Deoarece  ideea de Statul Independent Ucrainean Unit (ucraineană Українська Самостійна Соборна Держава Ukrainska Samosiyna Soborna Derzhava) a fost o cheie naționalistă slogan, mulți ar argumenta că "unificarea" (соборність sobornist') teritoriilor ucrainene a fost completată parțial în 1939-45.
Astăzi iredentismul ucrainean este concentrat, în est, pe teritoriul care este acum parte a  Federației Ruse:
- Regiunea Starodub  nord de Cernigău
- părți sud-estice din Voronej
- Regiunile Belgorod, Kursk și Rostov
- Regiunea Kuban
- Slovacia: regiunea Prešov
- sud-est  Polonia: Zakerzonia (Chełm și Przemyśl)
- toată  Republica Moldova
- Bucovina de Sud

Posibilitatea de a Ucrainei a face serioase pretenții teritoriale față de vecinii săi pot fi reduse.

### Kuban
| 90-75% 75-50% 50-25% | 25-10% 10-5% 5-2% |

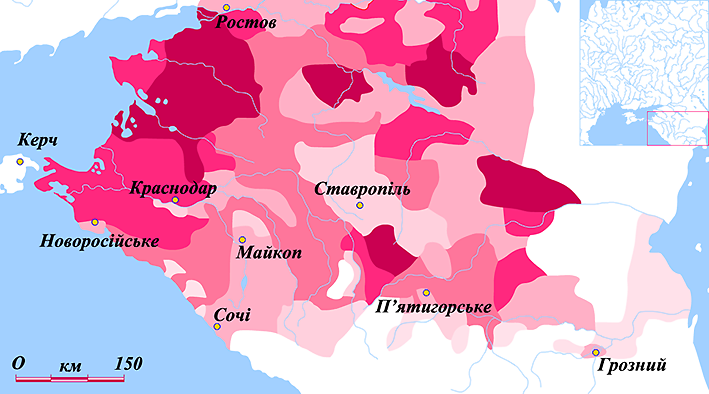
Ucraineni în Kuban, în conformitate cu recensământul din 1926.
90-75%
75-50%
50-25%
25-10%
10-5%
5-2%

Ucrainenii s-au stabilit prima dată în Kuban în 1792 și până la mijlocul secolului al xx-lea majoritatea populației nu s-au identificat ca ruși mici sau Ucraineni. Datorită politicilor naționale sovietice, inclusiv Holodomor, majoritatea populației a adoptat o auto-identificare rusă și procentul celor care s-au identificat ca Ucraineni a scăzut de la un procentaj oficial de 55% (1926) la 0,9% (2002).